# Pseudo-Titus-Brief

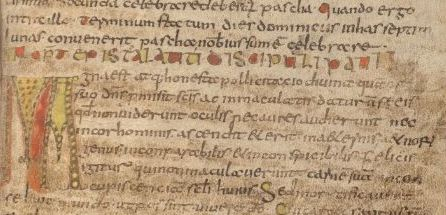
Anfangszeilen des Pseudo-Titus-Briefs, Folio 84r der Handschrift M.p.th.f.28 der Würzburger Uni-Bibliothek.

Der Pseudo-Titus-Brief oder der Brief des Paulusschülers Titus ist eine pseudepigraphe christliche Schrift aus der Spätantike. Von ihm zu unterscheiden ist der Titusbrief des Neuen Testaments.
Der Pseudo-Titus-Brief gibt sich als ein Schreiben des Titus und enthält zahlreiche Zitate aus Apokryphen und der Bibel. Der Verfasser legt besonderen Wert auf jungfräuliches Leben und ist geradezu feindlich gegenüber der Ehe eingestellt. Die Schrift entstand in asketischen Kreisen und lehnt sich an andere asketische Schriften aus dem Umfeld Hieronymus’ und Cyprians an. Diese Kreise sollen in der Priscillianischen Bewegung des 5. Jahrhunderts in Spanien zu suchen sein, die im Gefolge von Priscillian entstand. Der lateinische Text weist sinnentstellende Fehler auf und ist stellenweise unverständlich, so dass eine Übersetzung ohne Konjekturen nicht möglich ist.

## Überlieferung
Der Text ist in einer einzigen Handschrift aus dem letzten Viertel des 8. Jahrhunderts erhalten, im sogenannten Homiliar des Burkard. Die Schrift enthält die Homilien des Caesarius von Arles. Die Handschrift war vermutlich im Besitz Burkards, der ein angelsächsischer Missionar im Gefolge des Bonifatius und erster Bischof von Würzburg war. Sie wird in der Universitätsbibliothek Würzburg unter der Signatur M.p.th.f.28 verwahrt. Sie umfasst 99 Folia aus Schafspergament im Format 26,2 × 18 cm.

## Erforschung

### Anfänge
Johann Georg von Eckhart vermerkte bereits 1729 in seinen Kommentaren ein abweichendes Stück, das aus dem übrigen Text der Handschrift herausragt. Germain Morin machte 1896 auf das Stück aufmerksam, aber erst Donatien De Bruyne erkannte die Bedeutung. De Bruyne brachte 1907 zunächst eine Reihe von Zitaten samt einigen Bemerkungen, unter anderem zum manichäischen Ursprung der Schrift, heraus. Carl Schmidt bestritt 1924 den manichäischen Charakter und hielt einen priscillianischen Ursprung für wahrscheinlich.

### Donatien De Bruyne
Erst 1925 veröffentlichte De Bruyne den – soweit möglich – exakten Text und eine zugehörige Abhandlung. Er beklagte sich über die „schauderhafte Textform, über die barbarischen Kopisten und über den schwer verständlichen Sinn“. Er hielt ein griechisches Original für wahrscheinlich, „übersetzt von einem Barbaren, der ebensowenig Griechisch wie Latein verstand“, und vermutete einen nordafrikanischen Ursprung. Die Schrift sei als Sermon des Paulusschülers Titus verfasst und als Epistel in Zirkulation gekommen. Die Fälschung, d. h. die Darstellung als ein Werk des Titus, geht nach De Bruyne auf den Autor zurück. Das Schreiben richtet sich demnach an Personen, die an den apokryphen Apostelgeschichten festhielten und einen nicht autorisierten Bibeltext benutzten. Die Schrift hätte einen einzigen Zweck gehabt: Sie wollte das Zusammenleben von männlichen Asketen und geweihten Jungfrauen verbieten. Verfasser und Leser seien Häretiker. Eine Reihe von Beobachtungen sprächen für Manichäer als Ursprung, über die Entstehungszeit lasse sich nichts Bestimmtes sagen.

### Adolf Harnack
Die Forschung wurde 1925 wesentlich weitergebracht von Adolf Harnack. Er interessierte sich besonders für die mehr als 120 Zitate aus der Bibel und den Apokryphen. Harnack spricht von einer Textbeschaffenheit, „die ein ausgezeichnetes Probestück nicht nur des späteren Vulgärlateins, sondern auch der Unwissenheit barbarischer Kopisten (mit Lese- und Hörfehlern) ist“. Der Kopist schreibt schon in der Überschrift „Epistala“ statt „Epistula“. Das Werk sei voller Exklamationen, „die nichts besonderes bringen, man wundert sich nur über die Fähigkeit des Verfassers, dreißig mal denselben Gedanken zu variieren“. Nach Harnack habe die Schrift nur einen einzigen Zweck und richte sich an einen Kreis Gleichgesinnter, nicht an Außenstehende. Bekämpft werde das Zusammenleben von männlichen und weiblichen Asketen. Die Schrift gehe über die ehefeindlichsten Kirchenväter hinaus, selbst über Hieronymus. Nur Asketen seien wahre Christen und die Ehe sei mit dem wahren Christentum nicht vereinbar. Das Schriftstück stamme aus einer christlichen Konventikelgemeinschaft, die mindestens im Punkte der Ehe ketzerisch war, aber nicht ganz mit der Kirche brechen wollte. Die Form des Schriftstücks gebe sich als Brief des Titus, sei aber weder ein Brief, noch habe es etwas mit Titus zu tun. Es fehle alles, was zu einem Brief gehört: Verfasser, Adressat, Grußformel etc. Die Schrift sei „unzweifelhaft als admonitorischer Sermon entworfen, der weder ein Brief ist, noch einer sein will“. Harnack stellt fest, dass die Schrift keinerlei Bezug auf Paulus oder Titus enthält oder damit irgendetwas zu tun haben will. Das bringt Harnack zu dem Schluss, dass der Titel später untergeschoben ist – gemäß einer Aussage von Hieronymus in einem Kommentar zu Tit 2,7 , dass Titus jungfräulich geblieben sei. Der Titel könne ebenso aus der katholischen Tradition stammen und wäre dann irgendwann bis zum 8. Jahrhundert entstanden. Demnach wäre diese anonyme Schrift erst durch die sekundäre Zuordnung dieser Überschrift zu einer Pseudepigraphie geworden. Harnack weist nach, dass die Schrift keine Übersetzung aus dem Griechischen, sondern ein lateinisches Original ist, die Argumente de Bruynes für afrikanischen Ursprung seien nicht stichhaltig. Harnack nimmt als Entstehungsort das Abendland an.
Die Schrift zitiert nach Harnack folgende Apokryphen: Apokryphon des Henoch, Noahs Geschichte, die Bücher der Patriarchen, Apokalypse des Elias, Apokryphon Salomos, Apokryphon des Jesaja, Didache, Acta Pauli cum Theclae, Acta Petri, Acta Andreae, Acta Joannis, Epistula Apostolorum, sowie aus dem Neuen und Alten Testament. Dem Verfasser standen apokryphe Schriften in großer Zahl zur Verfügung, er betrachtete sie neben den kanonischen Schriften als vollgültige Autorität, viele der Zitate sind sonst nirgends bezeugt. Die Bibelzitate entstammen nicht der Vulgata, sondern einer altlateinischen Übersetzung. Die Thematik des Werks lässt nur einen Schluss zu: Die Schrift ist entweder manichäisch oder priscillianistisch. Manichäisch kann nicht sein, denn die Schrift verwendet Zitate aus dem Alten Testament, was ein Ausschlusskriterium für Manichäismus darstellt, es gibt auch keine Hinweise auf manichäische Lehren oder Gebräuche. Den Priscillianern wird vorgeworfen, dass sie apokryphe Schriften den kanonischen vorziehen und aus diesen ihre Irrtümer begründen. Die sogenannten „geistlichen Ehen“, die diese Schrift anprangert, wurden auch bei den Priscillianern festgestellt. Harnack nimmt die ältere Zeit des Priscillianismus als Entstehungszeit an, die Schrift ist jedoch nicht von Priscillian verfasst, was sich am ganz anderen Stil sehen lässt. Die „Vollkommenen“ des Sermons leben nicht mönchisch, das Mönchtum ist komplett beiseite gelassen, und so datiert er es mit einiger Vorsicht „eher zwischen 400 und 450 als zwischen 500 und 550“. Die apokryphen Apostelakten hatten bis ins 5. Jahrhundert Autorität, wurden im Gottesdienst verlesen und verschwanden erst gegen Ende des 5. Jahrhunderts.

### Aurelio de Santos Otero
Aurelio de Santos Otero untersuchte das literarische Umfeld, die antisyneisaktische Literatur, d. h. Literatur, die sich gegen das Zusammenleben ausspricht, und fand Beziehungen zu den lateinischen Werken des Pseudo-Cyprian, Hieronymus und Pseudo-Hieronymus. Nicht verwendet wurden jedoch die griechischen Autoren Basilius d. Gr., Gregor von Nazianz und Johannes Chrysostomus, was bei einer griechischen Grundschrift zu diesem Thema naheliegend wäre und damit eine griechische Grundschrift weitgehend ausschließt. Otero fand enge Beziehungen zu gleichgesinnten katholischen Schriften und bescheinigte der Schrift „grundsätzliche Orthodoxie“ trotz Übertreibungen und großzügiger Benutzung der Apokryphen, zudem völlige Übereinstimmung mit der offiziellen spanischen Kirche bei der Verurteilung der priscillianischen Unsitte. De Santos Otero plädiert daher gegen die Aufnahme zu den priscillianischen Schriften und sieht nur einen losen Zusammenhang mit der priscillianischen Bewegung. Es gibt eine alte asketische Richtung in Spanien, die von Cyprian und Hieronymus ausging und sich in den Beschlüssen zum Priesterzölibat auf der Synode von Elvira manifestierte. Die Entstehungszeit setzt er wie Harnack auf den Zeitraum zwischen 400 und 450 an. Otero hält gegen Harnack die Überschrift für Teil des ursprünglichen Werks, denn von Pseudo-Hieronymus Ep. 42 kommt der Gebrauch der Autorität des Titus, sodass der Titel von dort herangezogen sei.